# Айганым Саргалдаккызы
Айганым Саргалдаккызы (каз. Айғаным Сарғалдаққызы; 1783, ныне с. Сырымбет Северо-Казахстанской области — 19 ноября 1853, там же) — бабушка Чокана Валиханова, младшая жена хана Уали.

## Внутренная и внешняя политика

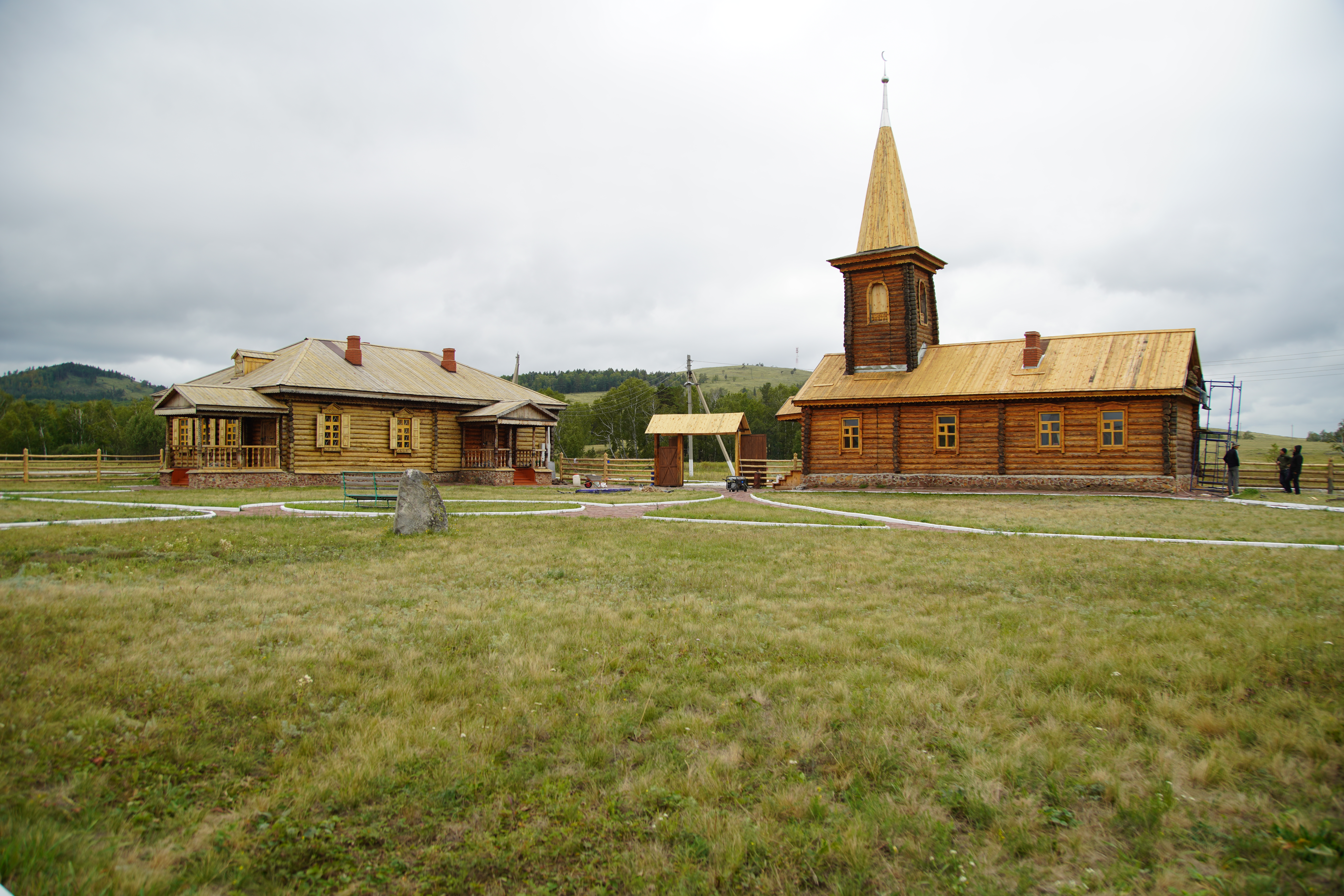
Усадьба Айганым

Айганым Ханым вторая жена казахского хана Уали. Владела несколькими восточными языками. Активно участвовала в общественной жизни, вела переписку с Азиатским департаментом МИД Российской империи. По указу императора Александра I 1824 года и по приказу генерал-губернатора Западной Сибири Петра Капцевича для Айганым Ханым в селе Сырымбет была построена усадьба. Айганым Ханым сыграла большую роль в становлении Чокана Валиханова как личности.